# Acció Nacionalista Valenciana
 Acció Nacionalista Valenciana (Acción Nacionalista Valenciana) (ANV) fue un partido nacionalista valenciano fundado en agosto de 1933 de tendencia católica, formado por jóvenes valencianistas y miembros de mayor edad procedentes de la Agrupació Valencianista de la Dreta, entidad que congregaba al sector moderadamente valencianista de la Derecha Regional Valenciana. En 1935 cambió de nombre por Acció Valenciana y entre sus miembros se encontraban Xavier Casp, Carles Salvador o Nicolau Primitiu Gómez Serrano.
Desde mayo de 1934 hasta el Golpe de Estado en España de julio de 1936, que dio inicio a la guerra civil española, ANV publicó 112 números del semanario Acció, en el que se promovieron campañas a favor del Estatuto de autonomía y se seguía la actualidad política valenciana, española e internacional, denunciando tanto el fascismo italiano como el nazismo alemán o el comunismo soviético. El semanario se ocupaba también de las noticias en torno a los movimientos nacionalistas, no sólo de Cataluña o el País Vasco, sino también de Irlanda, Bretaña, Occitania, etc. Asimismo hacía un seguimiento destacado de los movimientos socialcristianos belgas, del líder democristiano italiano Luigi Sturzo y de las primeras manifestaciones del personalismo comunitario francés.
Se disolvió en los inicios de la Guerra Civil. Su local fue incautado por la UGT de la limpieza pública, y algunos de sus miembros fueron fusilados. Tras la guerra, en marzo de 1939, Xavier Casp, Miquel Adlert, Josep Sanç Moya, Josep Villa Cabanes y Ricard Sanmartín Bargues intentaron reconstruir el grupo en forma de sociedad folclórica, pero fueron denunciados al gobernador civil, quien prohibió definitivamente la sociedad en marzo de 1940.
En 2005, exmilitantes de Unió Valenciana fundaron un nuevo partido con el mismo nombre.

## Ideología
Su ideología se inscribía en la órbita de una incipiente democracia cristiana de carácter valencianista. Sus referentes políticos eran Unió Democràtica de Catalunya y el Partido Nacionalista Vasco, con el que mantenían relaciones privilegiadas. También existía una buena sintonía con Derecha Regional Valenciana (DRV), especialmente con su líder Luis Lucia Lucia, aunque discrepaban del regionalismo de la DRV y apostaban abiertamente por el nacionalismo valenciano. Así, ANV defendía la existencia de la personalidad nacional valenciana y reclamaba constantemente un estatuto de autonomía. Una de sus iniciativas más exitosas fue la conmemoración de la "Diada de Duelo Nacional" para recordar la derrota de Almansa de 1707 que trajo consigo el Decreto de Nueva Planta del Reino de Valencia que abolió sus fueros e instituciones propias. 
En el primer número de Acció publicado el 13 de mayo de 1934 ya destacaron sus dos principios ideológicos centrales, el nacionalismo valenciano y el confesionalismo católico. En él proclamaron que «Cristo [es] nuestro supremo orientador moral, así como la Iglesia Católica, Apostólica, Romana nos hace la exégesis» y se declararon «patriotas valencianos, tal como es y se desprende del principio de las nacionalidades». En números posteriores reivindicaron «la existencia de la personalidad nacional valenciana... y la independencia natural y propia responsabilidad como persona moral colectiva de las otras de la península ibérica», por lo que propugnaban la «plena y absoluta autonomía, y en libertad de poder pactar confederalmente con otros países». Y en el tema de la lengua propia se mostraron más radicales que el resto de grupo valencianistas. Uno de sus miembros más destacados, Miquel Adlert, defendió el «unilingüismo oficial y natural para todas las actividades nacionales y especialmente para la enseñanza en todos sus grados», argumentando lo siguiente: «Siempre ha existido en nuestro país este enclave de habla castellana... Elementos interesados han exagerado este problema, llegando a hablar de un pretendido bilingüismo de nuestro País. Pero nuestro caso es el de la existencia de una minoría lingüística (no llega al 15%), simple problema de una minoría.., y para el que, en el caso de un gobierno propio del País Valenciano, solo habría que aplicar lo establecido por la Sociedad de Naciones, para la protección de las minorías, que no viene a ser otra cosa sino ese respeto de nuestra época foral».
En cuanto a su programa político, aunque en las elecciones generales de noviembre de 1933 dejaron libertad de voto a sus afiliados, reconocían su afinidad con la Derecha Regional Valenciana (DRV) —«Nuestro ideario y el de la Derecha Regional Valenciana contienen puntos coincidentes de capital importancia», se decía en el número 2 de Acció publicado el 21 de mayo de 1934—. Sin embargo, se mostraron muy críticos con la alianza de la DRV con José María Gil Robles, de la que surgiría la CEDA, y suscribieron una nota de protesta, junto con la Agrupació Valencianista Republicana y el Centre d'Actuació Valencianista, «ante el hecho de que la DRV haya expresado de una manera indudable su adhesión más completa a la trayectoria, evidentemente fascista y unitarista, que deriva de la actuación del Sr. Gil Robles. [...] Las entidades valencianistas que suscriben, incluidas las diversas significaciones de izquierda, centro y derecha, pero sustancialmente defensores de la libertad del País Valenciano, se encuentran en el caso de tener que poner de manifiesto ante la opinión valenciana la indignación que este hecho les produce» (la nota fue publicada en El Camí el 5 de mayo de 1934).
En la nota aparecía lo que diferenciaba radicalmente a la ANV de la DRV, la cuestión «nacional», de ahí que en esto la ANV tomara como modelo el Partido Nacionalista Vasco —de «doctrinas santamente católicas y francamente nacionalistas»— y se viera influida por la democristiana Unió Democràtica de Catalunya, aunque la ANV propugnaba «la instauración de una democracia jerárquica corporativa».